# Bibliografia de Nora Roberts
A lista de obras abaixo inclui todos os romances e novelas publicados pela autora Nora Roberts. As publicações estão listadas por ordem cronológica de lançamento (ano a ano), além de estarem organizadas, em cada década, por ordem alfabética (até que passaram a constar também o mês do lançamento). Ela também inclui livros publicados sob os pseudônimos Nora Roberts, J. D. Robb e Jill March.
Os anos listados são as datas originais de quando os romances ou novelas foram publicados. Muitas dessas obras estão sendo ou serão reimpressas, especialmente em compilações. Para evitar qualquer tipo de confusão, todos os novos livros de Roberts contém um logotipo circular, com as iniciais "NR", em seu interior para assinalar que tal obra nunca foi publicada antes.
| Ano  | Título original                                                                      | Título em português                  | Tradutor(a)                                                 | Série | Editora original            | Editora no Brasil                |
| ---- | ------------------------------------------------------------------------------------ | ------------------------------------ | ----------------------------------------------------------- | --- | --------------------------- | -------------------------------- |
| 1981 | Irish Thoroughbred Irish Hearts (1 of 3)                                             | Alma em Chamas                       | Maurício Araripe                                            | Irish Hearts - Saga Corações Irlandeses. Volume 1/3                                                             | Silhouette Romance          | Harlequin Books                  |
| 1982 | Blithe Images                                                                        | Ensaio de Sedução                    | Oliveira Jr.                                                | | Silhouette Romance          | Harlequin Books                  |
| 1982 | Heart's Victory                                                                      | Coração Vencedor                     | Gracinda Vasconcelos                                        | | Edição Especial Silhouette  | Harlequin Books                  |
| 1982 | Island of Flowers                                                                    | Ilha das Flores                      | Alexandre Tuche                                             | | Silhouette Romance          | Harlequin Books                  |
| 1982 | Melodies of Love                                                                     |                                      | (escrito sob o pseudônimo de Jill March)                    | | Valueback Publishing        |                                  |
| 1982 | Search For Love                                                                      |                                      |                                                             | | Silhouette                  |                                  |
| 1982 | Song of the West                                                                     |                                      |                                                             | | Silhouette                  |                                  |
| 1983 | Dance of Dreams                                                                      | Dança dos Sonhos                     | Paulo Polzonoff Jr.                                         | Reflections & Dreams ou Série Davidov (2 of 2) - "A saga dos Bannion, uma família regida pela paixão" Volume 02 | Silhouette Special Edition  |                                  |
| 1983 | From This Day                                                                        | De agora em diante                   | Alda Porto                                                  | | Silhouette Romance          | Harlequin Books                  |
| 1983 | Her Mother’s Keeper                                                                  |                                      |                                                             | | Silhouette Romance          |                                  |
| 1983 | Once More with Feeling                                                               | Um vez mais com ternura              | Maria Cecilia Kinker Caliendo - Gracinda Vasconcellos       | | Silhouette Intimate Moments | Abril Cultural - Harlequin Books |
| 1983 | Reflections                                                                          | Reflexos                             | Ana Vieira da Silva                                         | Reflections & Dreams ou Série Davidov (1 of 2) A saga dos Bannion Volume 01                                     | Silhouette Special Edition  | Harlequin Ibérica                |
| 1983 | This Magic Moment                                                                    |                                      |                                                             | | Silhouette Intimate Moments |                                  |
| 1983 | Tonight and Always                                                                   |                                      |                                                             | | Silhouette Intimate Moments |                                  |
| 1983 | Untamed                                                                              | Uma Paixão Indomável                 | Cecilia Gallucci - Celina Romeu                             | | Silhouette                  | Nova Cultural - Harlequin Books  |
| 1984 | Endings and Beginnings                                                               |                                      |                                                             | | Silhouette Intimate Moments |                                  |
| 1984 | First Impressions                                                                    | Primeiras Impressões                 | Maria de Fátima Oliva do Couto                              | | Silhouette Special Edition  | Harlequin Books                  |
| 1984 | The Law is a Lady                                                                    | Dama da Lei                          | Celina Romeu                                                | | Silhouette Special Edition  | Harlequin Books                  |
| 1984 | Less of a Stranger                                                                   | Quase um estranho                    | Ligia Chabú                                                 | | Silhouette Romance          | Harlequin Books                  |
| 1984 | A Matter of Choice                                                                   | Sem promessa, sem compromisso        | Alexandre Tuche                                             | | Silhouette Intimate Moments | Harlequin Books                  |
| 1984 | Opposites Attract                                                                    | Atração Secreta                      | Gracinda Vasconcelos                                        | | Silhouette Special Edition  | Arlequin Books                   |
| 1984 | Promise Me Tomorrow                                                                  |                                      |                                                             | | Pocket                      |                                  |
| 1984 | Rules of the Game                                                                    | Regras do Jogo                       | Ligia Chabú                                                 | | Silhouette Intimate Moments | Harlequin Books                  |
| 1984 | Storm Warning                                                                        | Alerta da Natureza                   | Anna Zelma                                                  | | Silhouette                  | HarperCollins Brasi              |
| 1984 | Sullivan’s Woman                                                                     | A Mulher de Sullivan                 | Ana Rodrigues - Fatima Tomas Da Silva                       | | Silhouette                  | Harlequin Books                  |
| 1985 | Boundary Lines                                                                       | Fruto da tentação ou Fruto do pecado | Maria Fernanda Bittencourt Nabuco ou Vera Vasconcelos       | | Silhouette Intimate Moments | Nova Cultural - Harlequin Books  |
| 1985 | Dual Image                                                                           |                                      |                                                             | | Silhouette                  |                                  |
| 1985 | Night Moves                                                                          | Mistério da noite                    | Oliveira Jr                                                 | | Harlequin Intrigue          | Harlequin Books                  |
| 1985 | Partners                                                                             | Amor maior que tudo                  | Maria Cecilia Kinker Caliendo ou Gracinda Vasconcelos       | | Silhouette Intimate Moments | Nova Cultural - Harlequin Books  |
| 1985 | Playing the Odds, The MacGregors (1 of 9)                                            | Jogo de sedução                      | Débora Isidoro                                              | Os MacGregors Volume 01                                                                                         | Silhouette Special Edition  | Harlequin Books                  |
| 1985 | Tempting Fate, The MacGregors (2 of 9)                                               | Destino tentador                     | Deborah Mesquita de Barros                                  | Os MacGregors Volume 02                                                                                         | Silhouette Special Edition  | Arlequin Books                   |
| 1985 | All the Possibilities, The MacGregors (3 of 9)                                       | Orgulho & paixão                     | Gracinda Vasconcelos - Daniela Rigon                        | Os MacGregors Volume 03                                                                                         | Silhouette Special Edition  | Harlequin Books                  |
| 1985 | One Man's Art, The MacGregors (4 of 9)                                               | Encanto da luz                       | Daniela Rigon                                               | Os MacGregors Volume 04                                                                                         | Silhouette Special Edition  | Harlequin Books                  |
| 1985 | The Right Path                                                                       | A ilha dos deuses                    | Maria Cecilia Kinker Caliendo - Gracinda Vasconcelos        | | Silhouette Intimate Moments | Abril Cultural - Arlequin Books  |
| 1985 | Summer Desserts, Great Chefs (1 of 2)                                                | Mesa para dois : sobremesa de Summer | Alda Porto                                                  | | Silhouette Special Edition  |                                  |
| 1986 | Affaire Royale, Cordina's Royal Family (1 of 4)                                      | Romance real                         | Gracinda Vasconcelos                                        | Coleção o Reino de Cordina; 1                                                                                   | Silhouette                  | Harlequin Books                  |
| 1986 | The Art of Deception                                                                 |                                      |                                                             | | Silhouette Intimate Moments |                                  |
| 1986 | Home for Christmas (novella, from Silhouette Christmas Stories anthology)            |                                      |                                                             | | Silhouette                  |                                  |
| 1986 | Lessons Learned, Great Chefs (2 of 2)                                                | Só trabalho ou Lições aprendidas     | Fatima Tomas Da Silva                                       | | Silhouette Special Edition  | Harlequin Books                  |
| 1986 | Second Nature, Celebrity Magazine (1 of 2)                                           | Segunda natureza                     | Alexandte D'Elia                                            | | Silhouette Special Edition  | Harlequin Books                  |
| 1986 | Risky Business                                                                       | Passageira do silencio               | Arlene Leal Maia                                            | | Silhouette Intimate Moments | Nova Cultural                    |
| 1986 | One Summer, Celebrity Magazine (2 of 2)                                              | Retratos de um verão                 | Alexandre D'Elia                                            | | Silhouette Special Edition  | Harlequin Books                  |
| 1986 | Treasures Lost, Treasures Found                                                      | Mundo encantado                      | Haydee Siqueira - Ana Rodrigues                             | | Silhouette Intimate Moments | Nova Cultural - Arlequin Books   |
| 1986 | A Will and a Way                                                                     |                                      |                                                             | | Silhouette Special Edition  |                                  |
| 1987 | Command Performance, Cordina's Royal Family (2 of 4)                                 | Mercadora de ilusoes                 | Walter Mansolelli Junior - Deborah Barros                   | Coleção o Reino de Cordina; 2                                                                                   | Silhouette Intimate Moments | Nova Cultural - Arlequin Books   |
| 1987 | For Now, Forever, The MacGregors (5 of 9)                                            | Hoje e sempre                        | Deborah Mesquita de Barros                                  | Os MacGregors Volume 05                                                                                         | Silhouette Special Edition  | Harlequin Books                  |
| 1987 | Hot Ice                                                                              | Tesouro secreto                      | Alda Porto                                                  | | Bantam                      | Best bolso                       |
| 1987 | Mind Over Matter                                                                     | Demasiados segredos                  | Fatima Tomas Da Silva                                       | | Silhouette Intimate Moments | Harlequin Books                  |
| 1987 | The Playboy Prince, Cordina's Royal Family (3 of 4)                                  | O príncipe playboy                   | Gracinda Vasconcelos                                        | Coleção o Reino de Cordina; 3                                                                                   | Silhouette Intimate Moments | Harlequin Books                  |
| 1987 | Sacred Sins, Sacred Sins (1 of 2)                                                    | Pecados sagrados                     | Alda POrto                                                  | Pecados Sagrados volume 1                                                                                       | Bantam                      | Bertrand Brasil                  |
| 1987 | Temptation                                                                           | Férias no paraíso                    | Eliana Campos                                               | | Silhouette                  | Nova Cultural                    |
| 1988 | Brazen Virtue, Sacred Sins (2 of 2)                                                  | Virtude indecente                    | Alda Porto                                                  | Pecados sagrados volume 2                                                                                       | Bantam                      | BestBolso                        |
| 1988 | Irish Rose, Irish Hearts (2 of 3)                                                    | O mistério de uma flor               | Claudia Dalla Verde                                         | Irish Hearts - Saga Corações Irlandeses Volume 2/3                                                              | Silhouette Intimate Moments | Nova Cultural                    |
| 1988 | The Last Honest Woman, The O'Hurley's (1 of 4)                                       | Abigail                              | Paulo Polzonoff Jr.                                         | Os Hurley 1/4                                                                                                   | Silhouette Special Edition  | Harlequin                        |
| 1988 | Dance to the Piper, The O'Hurley's (2 of 4)                                          | Maddy                                | Paulo Polzonoff Jr.                                         | Os Hurley 2/4                                                                                                   | Silhouette Special Edition  | Arlequin Books                   |
| 1988 | Skin Deep, The O'Hurley's (3 of 4)                                                   | Sob a pele ou Chantel                | Simão Dias                                                  | Os Hurley 3/4                                                                                                   | Silhouette Special Edition  | Harlequin Books                  |
| 1988 | Local Hero                                                                           |                                      |                                                             | | Silhouette Special Edition  |                                  |
| 1988 | The Name of the Game                                                                 | Sem promessa de amanhã               | Maria Ines da Cruz                                          | | Silhouette Intimate Moments | Nova Cultural                    |
| 1988 | Rebellion (novella from Forever Mine anthology), The MacGregors (addition to series) | Rebelde                              | Elsa Joana Frezza - Maurício Araripe - Gracinda Vasconcelos | Os MacGregors Volume avulso                                                                                     | Harlequin Historical        | Nova Cultural - Harlequin Books  |
| 1989 | Loving Jack, Loving Jack (1 of 3)                                                    | Uma promessa quebrada                |                                                             | | Silhouette Special Edition  | Harlequin Books                  |
| 1989 | Best Laid Plans, Loving Jack (2 of 3)                                                | Um amor em construção                |                                                             | | Silhouette Special Edition  | Harlequin Books                  |
| 1989 | Gabriel’s Angel                                                                      | Meu anjo loiro                       | Maria Fernanda Bittencourt Nabuco                           | | Silhouette Intimate Moments | Nova Cultural                    |
| 1989 | Impulse (novella, from Silhouette Summer Sizzlers anthology)                         | Ímpeto ; O melhor dos erros          | Gracinda Vasconcelos, Fernanda Lizardo                      | | Silhouette                  | Harlequin Books                  |
| 1989 | Lawless, Loving Jack (3 of 3)                                                        |                                      |                                                             | | Harlequin Historical        |                                  |
| 1989 | Sweet Revenge                                                                        | Doce vingança                        | A. B. Pinheiro de Lemos                                     | | Bantam                      | Bertrand Brasil                  |
| 1989 | Time Was, Time and Again or The Hornblower Bros. (1 of 2)                            | Além do azul do céu                  | Claudia Dalla Verde - Gracinda Vasconcelos                  | Era uma vez no passado                                                                                          | Silhouette Intimate Moments | Nova Cultural - Harlequin Boks   |
| 1989 | The Welcoming                                                                        | A suspeita                           | Anna Zelma                                                  | | Silhouette Special Edition  | Harlequin Books                  |

| Ano | Título original                                                                                                   | Título em português                                           | Tradutor(a)                          | Série                          | Editora original                              | Editora no Brasil           |
| --- | --- | ------------------------------------------------------------- | ------------------------------------ | ------------------------------ | --------------------------------------------- | --------------------------- |
| 1990 | In From the Cold (novella, from Historical Christmas Stories 1990 anthology), The MacGregors (addition to series) | Um mundo novo                                                 | Deborah Barros                       |                                | Harlequin                                     | Harlequin Books             |
| 1990 | Public Secrets | Segredos                                                      | A. B. Pinheiro de Lemos              |                                | Bantam                                        | Bertrand Brasil             |
| 1990 | Taming Natasha, The Stanislaskis or Those Wild Ukrainians (1 of 6),                                               | Um amor a domar                                               | Maria de Fátima Oliva do Couto       | As irmãs Stanislaski Volume 01 | Silhouette Special Edition                    | Harlequin Books             |
| 1990 | Times Change, Time and Again or The Hornblower Bros. (2 of 2),                                                    | Viagem ao coração                                             | Gracinda Vasconcelos                 | Era uma vez no passado         | Silhouette Intimate Moments                   | Harlequin Books - BestBolso |
| 1990 | Without a Trace, The O'Hurley's (4 of 4),                                                                         | Trace                                                         | Paulo Polzonoff Jr.                  | Os Hurleys 4/4                 | Silhouette Special Edition                    | Harlequin Books             |
| 1991 | |                                                               |                                      |                                |                                               |                             |
| Courting Catherine, The Calhoun Women (1 of 5) | Catherine | Ana Rodrigues                                                 | As Calhoun Volume 01 de 04           | Silhouette Romance             | Harlequin Books                               |                             |
| A Man for Amanda, The Calhoun Women (2 of 5) | Amanda | Ana Rodrigues                                                 | As Calhoun Volume 01 de 04           | Silhouette Desire              | Harlequin Books                               |                             |
| For the Love of Lilah, The Calhoun Women (3 of 5) | Lilah | Ana Rodrigues                                                 | As Calhoun Volume 02 de 04           | Silhouette Special Edition     | Harlequin Books                               |                             |
| Genuine Lies | |                                                               |                                      | Bantam                         |                                               |                             |
| Luring a Lady, The Stanislaskis or Those Wild Ukrainians (2 of 6) | Um amor a conquistar                                                                                              | Maria de Fátima Oliva Do Coutto                               | As irmãs Stanislaski Volume 02       | Silhouette Special Edition     |                                               |                             |
| Night Shift, Night Tales (1 of 5) | Ronda noturna | Maria Fernanda Bittencourt Nabuco                             | Série Noturna nº 01                  | Silhouette Intimate Moments    | Nova Cultural                                 |                             |
| Night Shadow, Night Tales (2 of 5) | Sombra da lua | Lígia Chabu                                                   | Série Noturna nº 02                  | Silhouette Intimate Moments    | Harlequin Books                               |                             |
| Suzanna’s Surrender, The Calhoun Women (4 of 5) | Suzanna | Ana Rodrigues                                                 | As Calhoun Volume 03 de 04           | Silhouette Intimate Moments    | Harlequin Books                               |                             |
| 1992 | |                                                               |                                      |                                |                                               |                             |
| Captivated, The Donovan Legacy (1 of 4) | Cativado | Marconi Leal                                                  | O legado dos Donovan nº 01           | Silhouette Special Edition     | Harlequim                                     |                             |
| Entranced, The Donovan Legacy (2 of 4) | Fascinado | Maurício Araripe                                              | O legado dos Donovan nº 02           | Silhouette Special Edition     | Harlequin Books - Nova Cultural               |                             |
| Carnal Innocence | |                                                               |                                      | Bantam                         |                                               |                             |
| Charmed, The Donovan Legacy (3 of 4) | Encantado | Maurício Araripe                                              | O legado dos Donovan nº 03           | Silhouette Special Edition     | Harlequin Books                               |                             |
| Divine Evil | |                                                               |                                      | Bantam                         |                                               |                             |
| Honest Illusions | |                                                               |                                      | Putnam                         |                                               |                             |
| Unfinished Business | Concerto inacabado                                                                                                | Alexandre Tuche                                               |                                      | Silhouette Intimate Moments    | Arlequin Books                                |                             |
| Cordina's Crown Jewel, Cordina's Royal Family (4 of 4) | |                                                               |                                      | Silhouette Intimate Moments    |                                               |                             |
| 1993 | |                                                               |                                      |                                |                                               |                             |
| Falling for Rachel, The Stanislaskis or Those Wild Ukrainians (3 of 6)                                                                                                  | Um amor a defender                                                                                                | Maria de Fátima Oliva do Coutto                               | As irmãs Stanislaski Volume 03       | Silhouette Special Edition     |                                               |                             |
| Nightshade, Night Tales (3 of 5) | Tramas da sorte                                                                                                   | Maurício Araripe                                              | Série Noturna nº 03                  | Silhouette Intimate Moments    | Harlequin Books                               |                             |
| Private Scandals | |                                                               |                                      | Putnam                         |                                               |                             |
| 1994 | |                                                               |                                      |                                |                                               |                             |
| All I Want for Christmas (novella, from Jingle Bells, Wedding Bells anthology)                                                                                          | |                                                               |                                      | Silhouette                     |                                               |                             |
| The Best Mistake (novella, from Birds, Bees and Babies '94 anthology)                                                                                                   | Ímpeto ; O melhor dos erros                                                                                       | Gracinda Vasconcelos, Fernanda Lizardo                        |                                      | Silhouette                     | Harlequin Books                               |                             |
| Born in Fire, The Concannon Sisters or Born in Trilogy (1 of 3) | Laços de fogo | Vera Bandeira Medina                                          | Trilogia Da Fraternidade nº 01       | Jove                           | Bertrand Brasil                               |                             |
| Convincing Alex, The Stanislaskis or Those Wild Ukrainians (4 of 6) | Um amor a despertar                                                                                               | Maria de Fátima Oliva do Coutto                               | As irmãs Stanislaski Volume 04       | Silhouette Special Edition     | Harlequin Books                               |                             |
| Hidden Riches | |                                                               |                                      | Putnam                         |                                               |                             |
| Night Smoke, Night Tales (4 of 5) | Névoa noturna | Celina Romeu                                                  | Série Noturna nº 04                  | Silhouette Intimate Moments    | Harlequin Books                               |                             |
| 1995 | |                                                               |                                      |                                |                                               |                             |
| Born in Ice, The Concannon Sisters or Born in Trilogy (2 of 3) | Lacos de gelo | Vera Bandeira Medina                                          | Trilogia Da Fraternidade nº 02       | Jove                           | Bertrand Brasil                               |                             |
| Naked in Death, In Death 1 | Nudez mortal | Renato Motta                                                  | Mortal nº 01                         | Berkley                        | Bertrand Brasil                               |                             |
| Glory in Death, In Death 2 | Glória mortal | Renato Motta                                                  | Mortal nº 02                         | Berkley                        | Bertrand Brasil                               |                             |
| The Return of Rafe MacKade, The MacKade Brothers (1 of 4) | O retorno de Rafe MacKade                                                                                         | Alda Porto                                                    | Os irmãos MacKade Volume 01 de 04    | Silhouette Intimate Moments    | Harlequin Books                               |                             |
| The Pride of Jared MacKade, The MacKade Brothers (2 of 4) | O orgulho de Jared MacKade                                                                                        | Alda Porto                                                    | Os irmãos MacKade Volume 02 de 04    | Silhouette Special Edition     | Harlequin Books                               |                             |
| True Betrayals | Traições legítimas                                                                                                | Milton Chaves de Almeida                                      |                                      | Jove                           | Bertrand Brasil - BelstBolso                  |                             |
| 1996 | |                                                               |                                      |                                |                                               |                             |
| Born in Shame, The Concannon Sisters or Born in Trilogy (3 of 3) | Laços de pecado                                                                                                   | Vera Bandeira Medina                                          | Trilogia Da Fraternidade nº 03       | Jove                           | Bertrand Brasil                               |                             |
| The Calhoun Women (compilation: Courting Catherine, A Man for Amanda, For the Love of Lilah, and Suzanna's Surrender (all 1991) ), The Calhoun Women (1-4 of 5)         | |                                                               |                                      | Silhouette                     |                                               |                             |
| Daring to Dream, Dream or Templeton House (1 of 3) | Um sonho de amor                                                                                                  | A. B. Pinheiro de Lemos                                       | Trilogia do sonho volume 1           | Jove                           | Bertrand Brasil                               |                             |
| The Heart of Devin MacKade, The MacKade Brothers (3 of 4) | O coração de Devin MacKade                                                                                        | Alda Porto                                                    | Os irmãos MacKade Volume 03 de 04    | Silhouette Intimate Moments    | Harlequin Books                               |                             |
| The Fall of Shane MacKade, The MacKade Brothers (4 of 4) | O despertar de Shane MacKade                                                                                      | Alda Porto                                                    | Os irmãos MacKade Volume 04 de 04    | Silhouette Special Edition     | Harlequin Books                               |                             |
| From the Heart (compilation: Tonight and Always (1983), A Matter of Choice (1984), and Endings and Beginnings (1984) )                                                  | |                                                               |                                      | Jove                           |                                               |                             |
| Immortal in Death, In Death 3 | Eternidade mortal                                                                                                 | Renato Motta                                                  | Mortal nº 03                         | Berkley                        | Bertrand Brasil                               |                             |
| Megan’s Mate, The Calhoun Women (5 of 5) | Megan |                                                               | As Calhoun Volume 04 de 04           | Silhouette Intimate Moments    |                                               |                             |
| Montana Sky | O testamento | Renée Eve Levié                                               |                                      | Putnam                         | Bertrand Brasil - Best Bolso                  |                             |
| Rapture in Death, In Death 4 | Êxtase mortal | Renato Motta                                                  | Mortal nº 04                         | Berkley                        | Bertrand Brasil                               |                             |
| 1997 | |                                                               |                                      |                                |                                               |                             |
| Hidden Star, Stars of Mithra (1 of 3) | Estrela oculta | Deborah Barros                                                | As estrelas de Mithra : livro I      | Silhouette Intimate Moments    | Harlequin Books                               |                             |
| Captive Star, Stars of Mithra (2 of 3) | Estrela cativa | Deborah Mesquita de Barros                                    | As estrelas de Mithra : livro II     | Silhouette Intimate Moments    | Harlequin Books                               |                             |
| Ceremony in Death, In Death 5 | Cerimônia mortal                                                                                                  | Renato Motta                                                  | Motal nº 05                          | Berkley                        | Bertrand Brasil                               |                             |
| Holding the Dream, Dream or Templeton House (2 of 3) | Um sonho de vida                                                                                                  | A. B. Pinheiro de Lemos                                       | Trilogia do sonho volume 2           | Jove                           | Bertrand Brasil                               |                             |
| Finding the Dream, Dream or Templeton House (3 of 3) | Um sonho de esperança : a conclusão da aclamada trilogia                                                          | A. B. Pinheiro de Lemos                                       | Trilogia do sonho volume 03          | Jove                           | Bertrand Brasil                               |                             |
| The MacGregor Brides, The MacGregors (6 of 9) | Instinto do amor                                                                                                  | Gracinda Vasconcelos                                          | Os MacGregors Volume 06              | Silhouette                     | Arlequin Books                                |                             |
| Sanctuary | Santuário | A. B. Pinheiro de Lemos                                       |                                      | Putnam                         | Bertrand Brasil                               |                             |
| The Stanislaski Sisters: Natasha and Rachel (compilation: Taming Natasha (1990) and Falling for Rachel (1993) ), The Stanislaskis or Those Wild Ukrainians (1 & 3 of 6) | Um amor a domar, Um amor a defender                                                                               |                                                               | As irmãs Stanislaski Volumes 01 e 03 | Silhouette                     |                                               |                             |
| Vengeance in Death, In Death 6 | Vingança mortal                                                                                                   | Renato Motta                                                  | Mortal nº 06                         | Berkley                        | Bertrand Brasil                               |                             |
| Waiting for Nick, The Stanislaskis or Those Wild Ukrainians (5 of 6) | Esperando o amor                                                                                                  | Renata Borstnar Bagnolesi                                     | As irmãs Stanislaski Volume 05       | Silhouette Special Edition     | Romances Nova Cultural                        |                             |
| 1998 | |                                                               |                                      |                                |                                               |                             |
| The Calhoun Women: Catherine and Amanda (compilation: Courting Catherine (1991) and A Man for Amanda (1991) ), The Calhoun Women (1 & 2 of 5)                           | |                                                               |                                      | Silhouette                     |                                               |                             |
| The Calhoun Women: Lilah and Suzanna (compilation: For the Love of Lilah (1991) and Suzanna's Surrender (1991) ), The Calhoun Women (3 & 4 of 5)                        | |                                                               |                                      | desconhecida                   |                                               |                             |
| Holiday in Death, In Death 7 | Natal mortal | Renato Motta                                                  | Mortal nº 07                         | Berkley                        | Bertrand Brasil                               |                             |
| Homeport | |                                                               |                                      | Putnam                         |                                               |                             |
| The MacGregors: Serena ~ Caine (compilation: Playing the Odds (1985) and Tempting Fate (1985) ), The MacGregors (1 & 2 of 9)                                            | |                                                               |                                      | Silhouette                     |                                               |                             |
| The MacGregor Grooms, The MacGregors (8 of 9) | O amor nunca é demais ou O amor acima de tudo                                                                     | Márcia do Carmo Felismino Fusaro - Gracinda Vasconcelos       | Os MacGregors Volume 08              | Silhouette                     | Nova Cultural - Best Seller - Harlequin Books |                             |
| Midnight in Death (novella, from Silent Night anthology), In Death 7.5                                                                                                  | |                                                               |                                      | Jove                           |                                               |                             |
| The Reef | O amuleto | Heitor Pitombo                                                |                                      | Putnam                         | Bertrand Brasil                               |                             |
| Rising Tides, Chesapeake Bay or Quinn Bros. (2 of 4) | Movido pela maré                                                                                                  | Renato Motta                                                  | Saga da gratidão volume 2            | Jove                           | Bertran Brasil                                |                             |
| Sea Swept, Chesapeake Bay or Quinn Bros. (1 of 4) | Arrebatado pelo mar                                                                                               | Renato Motta                                                  | Saga da gratidão volume 1            | Jove                           | Bertrand Brasil                               |                             |
| Secret Star, Stars of Mithra (3 of 3) | Estrela secreta                                                                                                   | Deborah Barros                                                | As estrelas de Mithra : livro III    | Silhouette Intimate Moments    | Harlequin Books                               |                             |
| Spellbound (novella, from Once Upon A Castle anthology), Once Upon novellas (1 of 6)                                                                                    | |                                                               |                                      | Jove                           |                                               |                             |
| Three Complete Novels (compilation: Born in Fire (1994), Born in Ice (1995), and Born in Shame (1996) ), The Concannon Sisters or Born in Trilogy (1-3 of 3)            | Laços de fogo, Laços de gelo e Laços de pecado                                                                    | Vera Bandeira Medina                                          | Trilogia da fraternidade 01 a 03     | Putnam                         | Bertrand Brasil                               |                             |
| The Winning Hand, The MacGregors (7 of 9) | Beijos que conquistam                                                                                             | Deborah Mesquita de Barros                                    | Os MacGregors Volume 07              | Silhouette Special Edition     | Arlequim Books                                |                             |
| 1999 | |                                                               |                                      |                                |                                               |                             |
| Conspiracy in Death, In Death 8 | Conspiração mortal                                                                                                | Renato Motta                                                  | Mortal nº 08                         | Berkley                        | Bertrand Brasil                               |                             |
| The Donovan Legacy (compilation: : Captivated, Entranced, and Charmed (all 1992) ), The Donovan Legacy (1-3 of 4)                                                       | Cativado, Fascinado e Encantado                                                                                   | Maurício Araripe                                              | O legado dos Donovan nº 01 a 03      | Silhouette                     |                                               |                             |
| Charmed (all 1992) ), The Donovan Legacy (1-3 of 4) | Encantado | Maurício Araripe                                              | O legado dos Donovan nº 01 a 03      | Silhouette                     | Harlequin Books                               |                             |
| Enchanted, The Donovan Legacy (4 of 4) | Enfeitiçado | Maurício Araripe                                              | O legado dos Donovan nº 04           | Silhouette                     | Nova Cultural - Arlequin Books                |                             |
| Ever After (novella, from Once Upon A Star anthology), Once Upon novellas (2 of 6)                                                                                      | |                                                               |                                      | Jove                           |                                               |                             |
| Inner Harbor, Chesapeake Bay or Quinn Bros. (3 of 4) | Protegido pelo porto                                                                                              | Renato Motta                                                  | Saga da gratidão volume 3            | Jove                           | Bertrand Brasil                               |                             |
| Jewels of the Sun, Irish Trilogy or Gallaghers of Ardmore (1 of 3) | Diamantes do sol                                                                                                  | A. B. Pinheiro de Lemos                                       | Trilogia do coração nº 01)           | Jove                           | Bertrand Brasil                               |                             |
| Loyalty in Death, In Death 9 | Lealdade mortal                                                                                                   | Renato Motta                                                  | Mortal nº 09                         | Berkley                        | Bertrand Brasil                               |                             |
| The MacGregors: Alan ~ Grant (compilation: All the Possibilities and One Man's Art (both 1985) ), The MacGregors (3 & 4 of 9)                                           | Orgulho e Paixão e Encanto da luz                                                                                 | Deborah Mesquita de Barros                                    | Os MacGregors Volume 03 e 04         | Silhouette                     | Arlequin Books                                |                             |
| The MacGregors: Daniel ~ Ian (compilation: For Now, Forever (1997) and In from the Cold (1990) ), The MacGregors (5 of 9 and novella)                                   | Hoje e sempre e Um mundo novo                                                                                     | Os MacGregors Volume 05 e outro fora da série                 |                                      | Silhouette                     |                                               |                             |
| The Perfect Neighbor, The MacGregors (9 of 9) | Um vizinho perfeito : &, Um mundo novo                                                                            | Deborah Mesquita de Barros - Márcia do Carmo Felismino Fusaro | Os MacGregors Volume 09              | Silhouette Special Edition     | Harlequin Books - Best Seller - Nova Cultural |                             |
| River’s End | A pousada do fim do rio                                                                                           | A. B. Pinheiro de Lemos                                       |                                      | Putnam                         | Bertrand Brasil                               |                             |
| Three Complete Novels (compilation: Daring to Dream (1996), Holding the Dream (1997), and Finding the Dream (1997) ), Dream or Templeton House (1-3 of 3)               | |                                                               |                                      | Putnam                         |                                               |                             |
| Holding the Dream (1997), and Finding the Dream (1997) ), Dream or Templeton House (1-3 of 3)                                                                           | |                                                               |                                      | Putnam                         |                                               |                             |

| Ano | Título original | Título em português                                                                              | Tradutor(a)                                                          | Série                       | Editora original                              | Editora no Brasil |
| --- | --- | ------------------------------------------------------------------------------------------------ | -------------------------------------------------------------------- | --------------------------- | --------------------------------------------- | ----------------- |
| 2000 | |                                                                                                  |                                                                      |                             |                                               |                   |
| Carolina Moon | |                                                                                                  |                                                                      | Putnam                      |                                               |                   |
| "Christmas in Ardmore" (short story), Irish Trilogy or Gallaghers of Ardmore (addition to series)                                                                                       | |                                                                                                  |                                                                      | Jove                        |                                               |                   |
| "Christmas with the Quinns” (short story), Chesapeake Bay or Quinn Bros. (addition to series)                                                                                           | |                                                                                                  |                                                                      | Jove                        |                                               |                   |
| Heart of the Sea, Irish Trilogy or Gallaghers of Ardmore (3 of 3) | Coração do mar | A. B. Pinheiro de Lesmos                                                                         | Trilogia do Coração nº 03                                            | Jove                        | Bertrand Brasil                               |                   |
| In Dreams (novella, from Once Upon A Dream anthology), Once Upon novellas (3 of 6) | |                                                                                                  |                                                                      | Jove                        |                                               |                   |
| Irish Hearts [duplicated title - see 2007] (compilation: Irish Thoroughbred (1981) & Irish Rose (1988)), Irish Hearts (1 & 2 of 3)                                                      | |                                                                                                  |                                                                      | Silhouette                  |                                               |                   |
| Irish Rebel, Irish Hearts (3 of 3) | Coração rebelde | Maurício Araripe                                                                                 | Irish Hearts - Saga Corações Irlandeses Volume 03/03                 | Silhouette Special Edition  | Arlequin Books, Nova Cultural                 |                   |
| Judgment in Death, In Death 11 | Julgamento mortal | Renato Motta                                                                                     | Mortal nº 11                                                         | Berkley                     | Bertrand Brasil                               |                   |
| Night Shield, Night Tales (5 of 5) | Paixão obscura | Deborah Mesquita de Barros                                                                       | Série Noturna nº 05                                                  | Silhouette Intimate Moments | Harlequin Books - Nova Cultural               |                   |
| Night Tales (compilation: Night Shift (1991), Night Shadow, Nightshade (1993), and Night Smoke (1994) ), Night Tales (1-4 of 5)                                                         | Ronda Noturna, Sombra da lua, Tramas da sorte e Névoa noturna                                                         | Maria Fernanda Bittencourt Nabuco, Lígia Chabu, Maurício Araripe e Celina Romeu, respectivamente | Série Noturna nº 01 a 04                                             | Silhouette                  |                                               |                   |
| Nightshade (1993), and Night Smoke (1994) ), Night Tales (3-4 of 5) | Tramas da sorte | Maurício Araripe                                                                                 | Série Noturna nº 03 e 04                                             | Silhouette                  | Harlequin Books                               |                   |
| The Stanislaski Brothers: Mikhail and Alex (compilation: Luring a Lady (1991) and Convincing Alex (1994) ), The Stanislaskis or Those Wild Ukrainians (2 & 4 of 6)                      | |                                                                                                  |                                                                      | Silhouette                  |                                               |                   |
| Tears of the Moon, Irish Trilogy or Gallaghers of Ardmore(2 of 3) | Lágrimas da lua | A. B. Pinheiro de Lemos                                                                          | Trilogia do coração ; v.2                                            | Jove                        | Bertrand Brasil                               |                   |
| Three Complete Novels (compilation: Honest Illusions (1992), Private Scandals (1993), and Hidden Riches (1994) )                                                                        | |                                                                                                  |                                                                      | Putnam                      |                                               |                   |
| Witness in Death, In Death 10 | Testemunha mortal | Renato Motta                                                                                     | Mortal nº 10                                                         | Berkley                     | Bertrand Brasil                               |                   |
| 2001 | |                                                                                                  |                                                                      |                             |                                               |                   |
| Betrayal in Death, In Death 12 | Traição Mortal | Renato Motta                                                                                     | Mortal nº 12                                                         | Berkley                     | Bertrand Brasil                               |                   |
| Chapter 2 (novella(?), from Naked Came the Phoenix anthology) | |                                                                                                  |                                                                      | St. Martin's Minotaur       |                                               |                   |
| Considering Kate, The Stanislaskis or Those Wild Ukrainians (6 of 6) | A dança da sedução ou Novos Horizontes                                                                                | Dorothea de Lorenzi                                                                              | As irmãs Stanislaski Volume 06                                       | Silhouette Special Edition  | Best Seller - Nova Cultural                   |                   |
| Dance Upon the Air, Three Sisters Island (1 of 3) | Dançando no ar | Renato Motta                                                                                     | Trilogia da Magia volume 1                                           | Jove                        | Bertrand Brasil                               |                   |
| Heaven and Earth, Three Sisters Island (2 of 3) | Entre o céu e a terra                                                                                                 | Renato Motta                                                                                     | Trilogia da Magia volume 2                                           | Jove                        | Bertrand Brasil                               |                   |
| Interlude in Death (novella(?), from Out of this World anthology), In Death 12.5 | |                                                                                                  |                                                                      | Jove                        |                                               |                   |
| Midnight Bayou | |                                                                                                  |                                                                      | Putnam                      |                                               |                   |
| Reflections and Dreams (compilation: Reflections and Dance of Dreams (both 1983) ), Reflections and Dreams or the Davidov series (1 & 2 of 2)                                           | |                                                                                                  |                                                                      | Silhouette                  |                                               |                   |
| Seduction in Death, In Death 13 | Sedução mortal | Renato Motta                                                                                     | Mortal nº 13                                                         | Berkley                     | Bertrand Brasil                               |                   |
| Three Complete Novels (compilation: True Betrayals (1996), Montana Sky (1996), and Sanctuary (1997) )                                                                                   | Traições legítimas, O testamento e Santuário                                                                          | A. B. Pinheiro de Lemos; Milton Chaves de Almeida; Renée Eve Levié                               |                                                                      | Putnam                      |                                               |                   |
| Time and Again (compilation: Time Was (1989) and Times Change (1990) ), Time and Again or The Hornblower Bros. (1 & 2 of 2)                                                             | Viagem ao coração e Além do azul do céu                                                                               | Claudia Dalla Verde - Gracinda Vasconcelos                                                       | Era uma vez no passado                                               | Silhouette                  | Arlequin Books - Nova Cultural                |                   |
| The Villa | A villa | Renato Motta - Alda Porto                                                                        |                                                                      | Jove                        | Bertrand Brasil                               |                   |
| Winter Rose (novella, from Once Upon A Rose anthology), Once Upon novellas (4 of 6) | |                                                                                                  |                                                                      | Jove                        |                                               |                   |
| 2002 | |                                                                                                  |                                                                      |                             |                                               |                   |
| Chesapeake Blue, Chesapeake Bay or Quinn Bros. (4 of 4) | Resgatado pelo amor                                                                                                   | Renato Motta                                                                                     | Saga da gratidão volume 4                                            | Putnam                      | Bertrand Brasil                               |                   |
| Cordina’s Crown Jewel (1992), Cordina's Royal Family (4 of 4) | Noites de tentação : o reino de Cordina                                                                               | Deborah Barros                                                                                   | Coleção o Reino de Cordina; 4                                        | Silhouette Special Edition  | Harlequin Books - Nova Cultural               |                   |
| Cordina's Royal Family (compilation: Affaire Royale (1986), Command Performance (1987), and The Playboy Prince (1987) ), Cordina's Royal Family (1-3 of 4)                              | |                                                                                                  |                                                                      | Silhouette                  |                                               |                   |
| Dangerous (compilation: Risky Business (1986), Storm Warning (1984), and The Welcome | Perigo : 3 histórias sobre como o amor pode ser mortal se divide em Negócio de risco, Alerta da natureza e A suspeita | Eliane Fraga e Anna Zelma                                                                        | Perigo                                                               | Silhouette                  | Harlequin Books                               |                   |
| Face the Fire, Three Sisters Island (3 of 3) | Enfrentando o fogo | Renato Motta                                                                                     | Trilogia da Magia volume 3                                           | Jove                        | Bertrand Brasil                               |                   |
| Going Home (compilation: Mind Over Matter (1987), Unfinished Business (1992), and Island of Flowers (1982) )                                                                            | Volta ao lar : 3 histórias sobre o amor que aprendemos com nossas famílias                                            | Alexandre Tuche                                                                                  | Concerto Inacabado - Ilha das Flores - Sem Promessa, Sem Compromisso | Silhouette                  | Harlequin Books                               |                   |
| A Little Magic (compilation: Spellbound (1998), Ever After (1999), and In Dreams (2000) ), Once Upon novellas (1-3 of 6)                                                                | |                                                                                                  |                                                                      | Berkley                     |                                               |                   |
| Purity in Death, In Death 15 | Pureza mortal | Renato Motta                                                                                     | Mortal nº 15                                                         | Berkley                     | Bertrand Brasil                               |                   |
| Reunion in Death, In Death 14 | Reencontro mortal | Renato Motta                                                                                     | Mortal nº 14                                                         | Berkley                     | Bertrand Brasil                               |                   |
| Summer Pleasures (compilation: One Summer and Second Nature (both 1986) ), Celebrity magazine (1 & 2 of 2)                                                                              | |                                                                                                  |                                                                      | Silhouette                  |                                               |                   |
| Table for Two (compilation: Summer Desserts (1985) and Lessons Learned (1986) ), Great Chefs (1 & 2 of 2)                                                                               | |                                                                                                  |                                                                      | Silhouette                  |                                               |                   |
| Three Fates | Três destinos | A. B. Pinheiro de Lemos                                                                          |                                                                      | Putnam                      | Bertrand                                      |                   |
| A World Apart (novella, from Once Upon a Kiss anthology), Once Upon novellas (5 of 6)                                                                                                   | |                                                                                                  |                                                                      |                             | Jove                                          |                   |
| 2003 | |                                                                                                  |                                                                      |                             |                                               |                   |
| Birthright | |                                                                                                  |                                                                      | Putnam                      |                                               |                   |
| Engaging the Enemy (compilation: A Will and A Way (1986) and Boundary Lines (1985) ) | |                                                                                                  |                                                                      | Silhouette                  |                                               |                   |
| Imitation in Death, In Death 17 | Imitação mortal | Renato Motta                                                                                     | Mortal nº 17                                                         | Berkley                     | Bertrand Brasil                               |                   |
| Irish Born (compilation: Born in Fire (1984), Born in Ice (1985), and Born in Shame (1986); compare Three Complete Novels (1998) ), The Concannon Sisters or Born in Trilogy (1-3 of 3) | |                                                                                                  |                                                                      | Berkley                     |                                               |                   |
| Key of Knowledge, Key Trilogy (2 of 3) | A chave do saber | Elsa T. S. Vieira                                                                                | Trilogia das chaves nº 02                                            | Jove                        | Flamingo                                      |                   |
| Key of Light, Key Trilogy (1 of 3) | A Chave da Luz | Maria Augusta Júdice                                                                             | Trilogia das chaves nº 01                                            | Jove                        | Flamingo                                      |                   |
| Love by Design (compilation: Loving Jack, Best Laid Plans, and Lawless (all 1989) ), Loving Jack (1-3 of 3)                                                                             | |                                                                                                  |                                                                      | Silhouette                  |                                               |                   |
| Mysterious (compilation: Search for Love (1982), This Magic Moment (1983), and The Right Path (1985) )                                                                                  | *, * e A ilha dos deuses                                                                                              | Maria Cecilia Kinker Caliendo                                                                    |                                                                      | Berkley                     | Abril Cultural                                |                   |
| Portrait in Death, In Death 16 | Retrato mortal | Renato Motta                                                                                     | Mortal nº 16                                                         | Berkley                     | Bertrand Brasil                               |                   |
| Remember When (original compilation: "Big Jack" (Robb) and "Hot Rocks" (Roberts); reissued independently in 2010 ) In Death 17.5                                                        | Doce relíquia mortal                                                                                                  | Renato Motta                                                                                     | Mortal nº 17.5                                                       | Putnam                      | Bertrand Brasil                               |                   |
| Suspicious' (compilation: Partners (1985), The Art of Deception (1986), and Night Moves(1985) )                                                                                         | Amor maior que tudo, * e Mistério da noite                                                                            | Maria Cecilia Kinker Caliendo ou Gracinda Vasconcelos                                            |                                                                      | Silhouette                  | Harlequin Books - Nova Cultural               |                   |
| Truly, Madly Manhattan (compilation: Dual Image (1985) and Local Hero (1988) ) | Manhattan louca e desvairada : 2 histórias de sonhos e paixão na cidade que nunca dorme                               | Alda Porto                                                                                       |                                                                      | Silhouette                  | Arlequin Books                                |                   |
| Two of a Kind (compilation: Impulse (1989) and The Best Mistake (1994) ) | Ímpeto e O melhor dos erros                                                                                           | Gracinda Vasconcelos e Fernanda Lizardo                                                          |                                                                      | Silhouette                  |                                               |                   |
| The Witching Hour (novella, from Once Upon a Midnight anthology), Once Upon novellas (6 of 6)                                                                                           | |                                                                                                  |                                                                      | Jove                        |                                               |                   |
| 2004 | |                                                                                                  |                                                                      |                             |                                               |                   |
| Blue Dahlia, In the Garden (1 of 3) | Dália azul | Elsa T. S. Vieira                                                                                | Trilogia das flores Livro 1                                          | Jove                        | Bertrand Brasil                               |                   |
| Born O'Hurley (compilation: The Last Honest Woman and Dance to the Piper (both 1988) ), The O'Hurleys (1 & 2 of 4)                                                                      | Abigail e Maddy | Os O'Hurleys 01 e 02                                                                             | Paulo Polzonoff Jr.                                                  | Silhouette                  | Harlequin                                     |                   |
| Charmed & Enchanted (compilation: Charmed (1992) and Enchanted (1999) ), The Donovan Legacy (3 & 4 of 4)                                                                                | Encantado e Enfeitiçado                                                                                               | Maurício Araripe                                                                                 | O legado dos Donovan nº 03 e 04                                      | Silhouette                  | Arlequin Books                                |                   |
| Divided in Death, In Death 18 | Dilema mortal" | Renato Motta                                                                                     | Mortal nº 18                                                         | Putnam                      | Bertrand Brasil                               |                   |
| The Gift (compilation: Home for Christmas (1986) and All I Want for Christmas (1994) )                                                                                                  | |                                                                                                  |                                                                      | Silhouette                  |                                               |                   |
| Key of Valor, Key Trilogy (3 of 3) | A chave da coragem | Maria Augusta Júdice                                                                             | Trilogia das Chaves 03                                               | Jove                        | Editora o quinto selo, Contraponto e Flamingo |                   |
| A Little Fate (compilation: Winter Rose (2001), A World Apart (2002) and The Witching Hour (2003) ), Once Upon novellas (4-6 of 6)                                                      | |                                                                                                  |                                                                      | Jove                        |                                               |                   |
| Lovers & Dreamers (compilation: Daring to Dream (1996), Holding the Dream (1997), and Finding the Dream (1997); original compilation 1999 ), Dream or Templeton House (1-3 of 3)        | |                                                                                                  |                                                                      | Penguin                     |                                               |                   |
| The MacKade Brothers: Devin and Shane (compilation: The Heart of Devin MacKade and The Fall of Shane MacKade (both 1996) ), The MacKade Brothers (3 & 4 of 4)                           | |                                                                                                  |                                                                      | Silhouette                  |                                               |                   |
| The MacKade Brothers: Rafe and Jared (compilation: The Return of Rafe MacKade and The Pride of Jared MacKade (both 1995) ), The MacKade Brothers (1 & 2 of 4)                           | |                                                                                                  |                                                                      | Silhouette                  |                                               |                   |
| Northern Lights | Aurora boreal | Carolina Horta                                                                                   |                                                                      | Putnam                      | Bertrand Brasil                               |                   |
| Reunion (compilation: Once More with Feeling (1983) and Treasures Lost, Treasures Found (1986) )                                                                                        | |                                                                                                  |                                                                      | Silhouette                  |                                               |                   |
| Visions in Death, In Death 19 | Visão mortal | Renato Motta                                                                                     | Mortal nº 19                                                         | Putnam                      | Bertrand Brasil                               |                   |
| Winner Takes All (compilation: Rules of the Game (1984) and The Name of the Game (?, 1988) )                                                                                            | |                                                                                                  |                                                                      | Silhouette                  |                                               |                   |
| With Open Arms (compilation: Song of the West (1982) and Her Mother's Keeper (1983) )                                                                                                   | |                                                                                                  |                                                                      | Silhouette                  |                                               |                   |
| Wolf Moon (novella, from Moon Shadows anthology) | |                                                                                                  |                                                                      | Jove                        |                                               |                   |
| 2005 | |                                                                                                  |                                                                      |                             |                                               |                   |
| Black Rose, In the Garden (2 of 3) | Rosa Negra | Elsa T. S. Vieira                                                                                | Trilogia das flores Volume 2                                         | Jove                        | Bertrand Brasil                               |                   |
| Blue Smoke | |                                                                                                  |                                                                      | Putnam                      |                                               |                   |
| The Calhouns: Catherine, Amanda, & Lilah (compilation: Courting Catherine, A Man for Amanda, and For the Love of Lilah (all 1991) ), The Calhoun Women (1-3 of 5)                       | |                                                                                                  |                                                                      | Silhouette                  |                                               |                   |
| The Calhouns: Suzanna and Megan (compilation: Suzanna's Surrender (1991) and Megan's Mate (1996)), The Calhoun Women (4 & 5 of 5)                                                       | |                                                                                                  |                                                                      | Silhouette                  |                                               |                   |
| Night Tales [blue] (compilation: Night Shift and Night Shadow (both 1991) ), Night Tales (1 & 2 of 5)                                                                                   | |                                                                                                  | Série Noturna nº 01 e 02                                             | Silhouette                  |                                               |                   |
| Night Tales [green] (compilation: Nightshade (1993) and Night Smoke (1994) ), Night Tales (3 & 4 of 5)                                                                                  | |                                                                                                  | Série Noturna nº 03 e 04                                             | Silhouette                  |                                               |                   |
| Night Tales [pink] (compilation: Night Shield (2000) and Night Moves (1985) ), Night Tales (5 of 5 & non-series)                                                                        | 'Paixão obscura" e Mistério da noite                                                                                  | Débora Mesquita de Barros e Oliveira Jr.                                                         | Série Noturna nº 05 e outra de fora da série                         | Silhouette                  |                                               |                   |
| O'Hurley's Return (compilation: Skin Deep (1988) and Without a Trace (1990) ), The O'Hurleys (3 & 4 of 4)                                                                               | Chantel | Paulo Polzonoff Jr.                                                                              | Os Hurley 3 e 4/4                                                    | Silhouette                  | Arlequin Books                                |                   |
| Origin in Death, In Death 21 | Origem mortal | Renato Motta                                                                                     | Mortal n° 21                                                         | Berkley                     | Bertrand Brasil                               |                   |
| Red Lily, In the Garden (3 of 3) | Lírio vermelho | Elsa T. S. Vieira                                                                                | Trilogia das Flores Volume 3                                         | Jove                        | Bertrand Brasil                               |                   |
| Rules of Play (compilation: Opposites Attract (1984) and The Heart's Victory (?, 1982) )                                                                                                | Atração secreta | Gracinda Vasconcelos                                                                             |                                                                      | Silhouette                  | Arlequin Books                                |                   |
| Spellbound (1988), Once Upon novellas (1 of 6) | |                                                                                                  |                                                                      | Jove                        |                                               |                   |
| Survivor in Death, In Death 20 | Sobrevivência mortal                                                                                                  | Renato Motta                                                                                     | Mortal nº 20                                                         | Berkley                     |                                               |                   |
| 2006 | |                                                                                                  |                                                                      |                             |                                               |                   |
| Angels Fall | Um sinal dos céus | Carolina Simmer                                                                                  |                                                                      | Jove                        | Bertrand Brasil                               |                   |
| "Haunted in Death" (short story, from Bump in the Night anthology), In Death 22.5 | |                                                                                                  |                                                                      | Jove                        |                                               |                   |
| Born in Death, In Death 23 | Nascimento mortal | Renato Motta                                                                                     | Mortal n° 23                                                         | Berkley                     | Bertrand Brasil                               |                   |
| Cordina's Royal Family: Bennett & Camilla (compilation: The Playboy Prince (1987) and Cordina's Crown Jewel (1992) ), Cordina's Royal Family (3 & 4 of 4)                               | |                                                                                                  |                                                                      | Silhouette                  |                                               |                   |
| Cordina's Royal Family: Gabriella & Alexander (compilation: Affaire Royale (1986) and Command Performance (1987) ), Cordina's Royal Family (1 & 2 of 4)                                 | |                                                                                                  |                                                                      | Silhouette                  |                                               |                   |
| Morrigan's Cross, The Circle Trilogy (1 of 3) | |                                                                                                  |                                                                      | Jove                        |                                               |                   |
| Dream Makers (compilation: Untamed (1983) and Less of a Stranger (1984) ) | |                                                                                                  |                                                                      | Silhouette Special Releases |                                               |                   |
| Memory in Death, In Death 22 | Recordação mortal | Renato Motta                                                                                     | Mortal nº 22                                                         | Berkley                     | Bertrand Brasil                               |                   |
| Dance of the Gods, The Circle Trilogy (2 of 3) | |                                                                                                  |                                                                      | Jove                        |                                               |                   |
| The Quinn Brothers: Cam & Ethan (compilation: Sea Swept and Rising Tides (both 1998) ), Chesapeake Bay or Quinn Bros. (1 & 2 of 4)                                                      | |                                                                                                  |                                                                      | Berkley                     |                                               |                   |
| The Quinn Legacy: Phillip & Seth (compilation: Inner Harbor (1999) and Chesapeake Blue (2002) ), Chesapeake Bay or Quinn Bros. (3 & 4 of 4)                                             | |                                                                                                  |                                                                      | Berkley                     |                                               |                   |
| Valley of Silence, The Circle Trilogy (3 of 3) | |                                                                                                  |                                                                      | Jove                        |                                               |                   |
| Innocent in Death, In Death 24 | Inocência mortal | Renato Motta                                                                                     | Mortal nº 24                                                         | Berkley                     | Bertrand Brasil                               |                   |
| 2007 | |                                                                                                  |                                                                      |                             |                                               |                   |
| Blood Brothers, Sign of Seven trilogy (1 of 3) | Irmãos de sangue | Maria Clara de Biase                                                                             | A sina do sete Volume 01                                             | Jove                        | Arqueiro                                      |                   |
| Creation in Death, In Death 25 | Criação mortal | Renato Motta                                                                                     | Mortal nº 25                                                         | Berkley                     | Bertrand Brasil                               |                   |
| "Eternity in Death" (short story, from Dead of Night anthology), In Death 24.5 | |                                                                                                  |                                                                      | Jove                        |                                               |                   |
| High Noon | |                                                                                                  |                                                                      | Putnam                      |                                               |                   |
| Irish Dreams (compilation: Irish Rebel (2000) and Sullivan's Woman (1984) ), Irish Hearts ?                                                                                             | |                                                                                                  |                                                                      | Silhouette Special Releases |                                               |                   |
| Irish Hearts [duplicated title; see 2000], (compilation: Irish Thoroughbred (1981) and Irish Rose (1988) ), Irish Hearts (1 & 2 of 3)                                                   | Alma em chamas | Maurício Araripe - Aldo Bocchini Neto                                                            |                                                                      | Silhouette Special Releases | Harlequim - Abril Cultural                    |                   |
| Stars (compilation: Hidden Star (1997) and Captive Star (1997) ), Stars of Mithra (1 & 2 of 3)                                                                                          | Estrela oculta e Estrela cativa                                                                                       | Deborah Mesquita de Barros                                                                       | As estrelas de Mithra: livros I e II                                 | Silhouette                  | Harlequin Books                               |                   |
| The MacGregors: Robert ~ Cybil (compilation: The Winning Hand (1998) and The Perfect Neighbor (1999) ), The MacGregors (7 & 9 of 9                                                      | Beijos que conquistam e Um vizinho perfeito                                                                           | Deborah Mesquita de Barros                                                                       | Os MacGregors Volume 07 e 09                                         | Silhouette                  | Arlequin Books                                |                   |
| 2008 | |                                                                                                  |                                                                      |                             |                                               |                   |
| First Impressions [compilation: "First Impressions" (1984) and "Blithe Images" (1982)]                                                                                                  | Ensaio de Sedução | Oliveira Jr.                                                                                     | Silhouette                                                           |                             |                                               |                   |
| The Hollow, Sign of Seven trilogy (2 of 3) | A maldição de Hollow                                                                                                  | Maria Clara de Biase                                                                             | A sina do sete Volume 02                                             | Jove                        | Arqueiro                                      |                   |
| The Pagan Stone, Sign of Seven trilogy (3 of 3) | A pedra pagã | Maria Clara de Biase                                                                             | A sina do sete Volume 03                                             | Jove                        | Arqueiro                                      |                   |
| "Ritual in Death" (short story, from Suite 606 anthology), In Death 27.5 | |                                                                                                  |                                                                      | Berkley                     |                                               |                   |
| Salvation in Death, In Death 27 | Salvação mortal | Renato Motta                                                                                     | Mortal nº 27                                                         | Putnam Adult                | Bertrand Brasil                               |                   |
| Strangers in Death, In Death 26 | Estranheza mortal | Renao Motta                                                                                      | Mortal nº 26                                                         | Putnam Adult                | Bertrand Brasil                               |                   |
| Three in Death (compilation: "Interlude in Death" (2001), "Midnight in Death" (1998), and "Haunted in Death" (2006) ), In Death                                                         | |                                                                                                  |                                                                      | Jove (January 2008)         |                                               |                   |
| Treasures (compilation: "Secret Star" (1998) and "Treasures Lost, Treasures Found" (1986) )                                                                                             | |                                                                                                  |                                                                      | Silhouette                  |                                               |                   |
| Tribute | |                                                                                                  |                                                                      | Putnam Adult                |                                               |                   |
| 2009 | |                                                                                                  |                                                                      |                             |                                               |                   |
| Bed of Roses, The Bride Quartet (2 of 4) | Mar de rosas | Janaína Senna                                                                                    | Quarteto de noivas nº 02                                             | Berkley Trade               | Arqueiro                                      |                   |
| Black Hills | O segredo de Black Hills                                                                                              | Isabel C. Penteado                                                                               |                                                                      | Putnam Adult                | Chá das cinco                                 |                   |
| Kindred in Death, In Death 29 | Ligação mortal | Renato Motta                                                                                     | Mortal nº 29                                                         | Putnam Adult                | Bertrand Brasil                               |                   |
| The Law of Love (compilation: "Lawless" (1989) and "The Law is a Lady" (1984) ) | |                                                                                                  |                                                                      | Silhouette (May 2009)       |                                               |                   |
| '"Missing in Death" (short story, in The Lost anthology), In Death 29.5 | |                                                                                                  |                                                                      | Jove                        |                                               |                   |
| Promises in Death In Death 28 | Promessa mortal | Renato Motta                                                                                     | Mortal nº 28                                                         | Putnam Adult                | Bertrand Brasil                               |                   |
| Vision In White, The Bride Quartet (1 of 4) | Álbum de casamento | Janaína Senna                                                                                    | Quarteto de noivas nº 01                                             | Berkley Trade               | Arqueiro                                      |                   |
| Windfall (compilation: "Impulse" (1989) and "Temptation" (1984) ) | Ímpeto e Férias no paraíso                                                                                            | Gracinda Vasconcelos e Eliana Campos                                                             |                                                                      | Silhouette                  |                                               |                   |
| Worth the Risk (compilation: "Partners" (1985) and "The Art of Deception" (1986) ) | Amor maior que tudo e *                                                                                               | Gracinda Vasconcelos                                                                             |                                                                      | Silhouette                  | Harlequin - Nova Cultural                     |                   |

| Ano | Título original                                            | Título em português     | Tradutor(a)                        | Série                                  | Editora original                     | Editora no Brasil |
| --- | ---------------------------------------------------------- | ----------------------- | ---------------------------------- | -------------------------------------- | ------------------------------------ | ----------------- |
| 2010 |                                                            |                         |                                    |                                        |                                      |                   |
| Fantasy in Death, In Death 30 | Fantasia mortal                                            | Renato Motta            | Mortal nº 30                       | Putnam Adult (Fevereiro de 2010)       | Bertrand Brasil                      |                   |
| Hot Rocks, (independent reissue from 2003 original compilation "Remember When")                                                          |                                                            |                         |                                    | Jove (Fevereiro de 2010)               |                                      |                   |
| Big Jack, (independent reissue from 2003 original compilation Remember When), In Death 17.5                                              |                                                            |                         |                                    | Berkley (Março de 2010)                |                                      |                   |
| Savor the Moment, The Bride Quartet (3 of 4)                                                                                             | Bem-casados: um grande amor vale anos de espera            | Maria Clara de Biase    | Quarteto de noivas nº 03           | Berkley Trade (Maio de 2010)           | Arqueiro                             |                   |
| The Search | Uma sombra do passado                                      | Carolina Simmer         |                                    | Putnam Adult (Julho de 2010)           | Bertrand Brasil                      |                   |
| Indulgence in Death, In Death 31 | Prazer mortal                                              | Renato Motta            | Mortal nº 31                       | Putnam Adult (Novembro de 2010)        | Bertrand Brasil                      |                   |
| "Possession in Death" (short story in The Other Side anthology), In Death 31.5                                                           |                                                            |                         |                                    | Jove (Novembro de 2010)                |                                      |                   |
| Happy Ever After, The Bride Quartet (4 of 4)                                                                                             | Felizes para sempre                                        | Janaína Senna           | Quarteto de noivas nº 04           | Berkley Trade (Novembro de 2010)       | Arqueiro                             |                   |
| Secrets and Sunsets, (compilation: "Risky Business" (1986) and "Mind Over Matter" (1987) )                                               |                                                            |                         |                                    | Silhouette (Maio de 2010)              |                                      |                   |
| 2011 |                                                            |                         |                                    |                                        |                                      |                   |
| Treachery in Death, In Death 32 | Corrupção mortal                                           | Renato Motta            | Mortal nº 32                       | Putnam Adult (Fevereiro de 2011)       |                                      |                   |
| Chasing Fire |                                                            |                         |                                    | Putnam Adult (Abril de 2011)           |                                      |                   |
| Time of Death (compilation: "Eternity in Death" (2007), "Ritual in Death" (2008), "Missing in Death" (2009)), In Death                   |                                                            |                         |                                    | Berkley Trade (Junho de 2011)          |                                      |                   |
| New York to Dallas, In Death 33 | Viagem mortal                                              | Renato Motta            | Mortal nº 33                       | Putnam Adult (Setembro de 2011)        | Bertrand Brasil                      |                   |
| "Chaos in Death", (short story in The Unquiet anthology), In Death 33.5                                                                  |                                                            |                         | Mortal nº 33.5                     | Jove (Setembro de 2011)                |                                      |                   |
| The Next Always, Inn Boonsboro Trilogy (1 of 3)                                                                                          | Um novo amanhã                                             | Janaína Senna           | A pousada ; 1                      | Berkley Trade (Novembro de 2011)       | Arqueiro                             |                   |
| Chesapeake Bay Saga, e-book (compilation: "Sea Swept", "Rising Tide", "Inner Harbor", "Chesapeake Blue")                                 |                                                            |                         |                                    | Penguin Publishing (2011)              |                                      |                   |
| Dream Trilogy, e-book (compilation: "Daring to Dream", "Holding the Dream", "Finding the Dream")                                         | Um sonho de amor, Um sonho de vida e Um sonho de esperança | A. B. Pinheiro Lemos    | Trilogia do sonho volumes 01 a 03  | Penguin Publishing (2011)              | Bertrand Brasil                      |                   |
| Key Trilogy, e-book (compilation: "Key of Light", "Key of Knowledge", "Key of Valor")                                                    | A Chave da Luz, A chave do saber e A chave da coragem      |                         | Trilogia das Chaves 01 a 03        | Penguin Publishing (2011)              |                                      |                   |
| The Novels of Nora Roberts Volume 1, e-book (compilation: "Honest Illustions", "Hidden Riches", "True Betrayals", "Montana Sky")         |                                                            |                         |                                    | Jove Books (2011)                      |                                      |                   |
| The Novels of Nora Roberts Volume 2, e-book (compilation: "Sanctuary", "Homeport", "The Reef", "Carolina Moon")                          | *, *, * e Lua de sangue                                    | A. B. Pinheiro de Lemos |                                    | Penguin Publishing (2011)              | Bertrand Brasil                      |                   |
| The Novels of Nora Roberts Volume 3, e-book (compilation: "The Villa", "Midnight Bayou", "Three Fates", "Birthright", "Northern Lights") |                                                            |                         |                                    | Penguin Publishing (2011)              |                                      |                   |
| 2012 |                                                            |                         |                                    |                                        |                                      |                   |
| Celebrity In Death, In Death 34 | Celebridade mortal'                                        | Renato Motta            | Mortal nº 34                       | Putnam Adult (Fevereiro de 2012)       | Bertrand Brasil                      |                   |
| The Witness |                                                            |                         |                                    | Putnam Adult (Abril de 2012)           |                                      |                   |
| The Last Boyfriend, Inn Boonsboro Trilogy (2 of 3)                                                                                       | O eterno namorado                                          | Janaína Senna           | A pousada ; 2                      | Berkley Trade (Maio de 2012)           | Arqueiro                             |                   |
| Delusion in Death, In Death 35 | Ilusão mortal                                              | Renato Motta            | Mortal nº 35                       | Putnam Adult (Setembro de 2012)        |                                      |                   |
| The Perfect Hope, Inn Boonsboro Trilogy (3 of 3)                                                                                         |                                                            |                         |                                    | Berkley Trade (Novembro de 2012)       |                                      |                   |
| 2013 |                                                            |                         |                                    |                                        |                                      |                   |
| Calculated In Death, In Death 36 | Cálculo mortal                                             | Renato Motta            | Mortal nº 36                       | Putnam Adult (Fevereiro de 2013)       | Bertrand Brasil                      |                   |
| Whiskey Beach | A casa da praia                                            | Paulo Afonso            | Putnam Adult (Abril de 2013)       | Bertrand Brasil                        |                                      |                   |
| Thankless in Death, In Death 37 |                                                            |                         | Mortal nº 37                       | Putnam Adult (Setembro de 2013)        |                                      |                   |
| "Taken in Death", (short story in Mirror, Mirror anthology), In Death 37.5                                                               |                                                            |                         |                                    | Jove (Outubro de 2013)                 |                                      |                   |
| Dark Witch, Cousins O'Dwyer Trilogy (1 of 3)                                                                                             | Bruxa da noite                                             | Maria Clara de Biase    | Trilogia Primos O'Dwyer Livro 1    | Berkley Trade (Novembro de 2013)       | Arqueiro                             |                   |
| Irish Legacy Trilogy Collection,e-book, Penguin Publishing, (compilation: "Irish Thoroughbred", "Irish Rose"                             |                                                            |                         |                                    | "Irish Rebel") (2013)                  |                                      |                   |
| 2014 |                                                            |                         |                                    |                                        |                                      |                   |
| Concealed in Death, In Death 38 |                                                            |                         | Mortal nº 38                       | Putnam Adult (Fevereiro de 2014)       |                                      |                   |
| Shadow Spell, Cousins O'Dwyer Trilogy (2 of 3)                                                                                           | Feitiço da sombra                                          | Maria Clara de Biase    |                                    | Berkley Trade (Março de 2014)          | Arqueiro                             |                   |
| The Collector | O colecionador                                             | Carolina Simmer         |                                    | Putnam Adult (Abril de 2014)           | Bertrand Brasil                      |                   |
| Blood Magick, Cousins O'Dwyer Trilogy (3 of 3)                                                                                           | Magia do sangue                                            | Maria Clara de Biase    | Primos O'Dwyer nº 3                | Berkley Trade (Novembro de 2014)       | Arqueiro                             |                   |
| Festive in Death, In Death 39 |                                                            |                         |                                    | Putnam Adult (Setembro de 2014)        |                                      |                   |
| 2015 |                                                            |                         |                                    |                                        |                                      |                   |
| Obsession in Death, In Death 40 |                                                            |                         |                                    | Putnam Adult (Fevereiro de 2015)       |                                      |                   |
| The Liar | A mentira                                                  | Carolina Simmer         |                                    | Putnam Adult (Abril de 2015)           | Bertrand Brasil                      |                   |
| Devoted in Death, In Death 41 |                                                            |                         |                                    | Putnam Adult (Setembro de 2015)        |                                      |                   |
| Wonderment in Death, In Death 41.5 |                                                            |                         |                                    | Setembro de 2015                       |                                      |                   |
| Stars of Fortune, Guardians Trilogy (1 of 3)                                                                                             | Estrelas da sorte                                          | Maria Clara de Biase    | Os guardiões; livro 1              | Putnam Adult (Novembro de 2015)        | Arqueiro                             |                   |
| 2016 |                                                            |                         |                                    |                                        |                                      |                   |
| Brotherhood in Death, In Death 42 |                                                            |                         |                                    | Putnam Adult (Fevereiro de 2016)       |                                      |                   |
| The Obsession | A obsessão                                                 | Carolina Simmer         |                                    | Putnam Adult (Abril de 2016)           | Bertrand Brasil                      |                   |
| Bay of Sighs, Guardians Trilogy (2 of 3)                                                                                                 | Baía dos suspiros                                          | Maria Clara de Biase    |                                    | Putnam Adult (Junho de 2016)           | Arqueiro                             |                   |
| Apprentice in Death, In Death 43 |                                                            |                         |                                    | Putnam Adult (Setembro de 2016)        |                                      |                   |
| Island of Glass, Guardians Trilogy (3 of 3)                                                                                              | Ilha de vidro                                              | Maria Clara de Biase    | Os guardiões ; livro 3             | Putnam Adult (Dezembro de 2016)        | Arqueiro                             |                   |
| 2017 |                                                            |                         |                                    |                                        |                                      |                   |
| Echoes in Death, In Death 44 |                                                            |                         |                                    | St. Martin's Press (Feveiro de 2017)   |                                      |                   |
| Come Sundown | Ao por do sol                                              | Carolina Simmer         | St. Martin's Press (Junho de 2017) | Bertrand Brasil                        |                                      |                   |
| Secrets in Death, In Death 45 |                                                            |                         |                                    | St. Martin's Press (Setembro de 2017)  |                                      |                   |
| Year One, Chronicles of the One 1 | Ano um                                                     | Simone Lemberg Reisner  |                                    | St. Martin's Press (Dezembro de 2017)  | Arqueiro                             |                   |
| 2018 |                                                            |                         |                                    |                                        |                                      |                   |
| Dark in Death, In Death 46 |                                                            |                         |                                    |                                        | St. Martin's Press (Janeiro de 2018) |                   |
| Shelter in Place | O abrigo                                                   | Valéria Lamim           |                                    | St. Martin's Press (Maio de 2018)      | Bertrand Brasil                      |                   |
| Leverage in Death, In Death 47 |                                                            |                         |                                    | St. Martin's Press (Setembro de 2018)  |                                      |                   |
| Of Blood & Bone, Chronicles of the One 2                                                                                                 | De sangue e ossos                                          | Simone Reisner          | Crônicas da Escolhida nº 02        | St. Martin's Press (Dezembro de 2018)  | Arqueiro                             |                   |
| 2019 |                                                            |                         |                                    |                                        |                                      |                   |
| Connections in Death, In Death 48 |                                                            |                         |                                    | St. Martin's Press (Fevereiro de 2019) |                                      |                   |
| Under Currents | O lado oculto                                              | Carolina Simmer         |                                    | St. Martin's Press (Julho de 2019)     | Bertrand Brasil                      |                   |
| Vendetta in Death, In Death 49 |                                                            |                         |                                    | St. Martin's Press (Setembro de 2019)  |                                      |                   |
| The Rise of Magicks, Chronicles of the One 3                                                                                             |                                                            |                         |                                    | St. Martin's Press (Dezembro de 2019)  |                                      |                   |

| Ano                                      | Título original               | Título em português    | Tradutor(a)                       | Série                                  | Editora original                 | Editora no Brasil |
| ---------------------------------------- | ----------------------------- | ---------------------- | --------------------------------- | -------------------------------------- | -------------------------------- | ----------------- |
| 2020                                     |                               |                        |                                   |                                        |                                  |                   |
| Golden in Death, In Death 50             |                               |                        |                                   | St. Martin's Press (Fevereiro de 2020) |                                  |                   |
| Hideaway                                 | Refúgio                       | Carolina Simmer        |                                   | St. Martin's Press (Julho de 2020)     | Bertrand Brasil                  |                   |
| Shadows in Death, In Death 51            |                               |                        |                                   | St. Martin's Press (Setembro de 2020)  |                                  |                   |
| The Awakening, The Dragon Heart Legacy 1 | O despertar                   | Sandra Martha Dolinsky | Legado do Coração de Dragão nº 01 | St. Martin's Press (Novembro de 2020)y | Planeta do Brasil                |                   |
| 2021                                     |                               |                        |                                   |                                        |                                  |                   |
| Faithless in Death, In Death 52          |                               |                        |                                   | St. Martin's Press (Fevereiro de 2021) |                                  |                   |
| Legacy                                   | Legado                        | Wendy Campos           |                                   | St. Martin's Press (May 2021)          | Bertrand Brasil                  |                   |
| Forgotten in Death, In Death 53          |                               |                        |                                   | St. Martin's Press (Setembro de 2021)  |                                  |                   |
| The Becoming, The Dragon Heart Legacy 2  | A transformação               | Sandra Martha Dolinsky | Legado do Coração de Dragão nº 02 | St. Martin's Press (Novembro de 2021)  | Planeta do Brasil                |                   |
| 2022                                     |                               |                        |                                   |                                        |                                  |                   |
| Abandoned in Death, In Death 54          |                               |                        |                                   | St. Martin's Press (Fevereiro de 2022) |                                  |                   |
| Nightwork                                |                               |                        |                                   | St. Martin's Press (Maio de 2022)      |                                  |                   |
| Desperation in Death, In Death 55        |                               |                        |                                   | St. Martin's Press (Setembro de 2022)  |                                  |                   |
| The Choice, The Dragon Heart Legacy      |                               |                        |                                   | St. Martin's Press (Novembro de 2022)  |                                  |                   |
| 2023                                     | Encore in Death, In Death 56  |                        |                                   |                                        | previsão 07 de fevereiro de 2023 |                   |
| 2023                                     | Payback in Death, In Death 57 |                        |                                   |                                        | previsão 05 de setembro de 2023  |                   |
| 2023                                     | Identity                      | Identidade roubada     | Nathalia de Farias Chiappani      |                                        | 13 de novembro de 2023           | Bertrand Brasil   |